# Valle de Cerrato
Valle de Cerrato település Spanyolországban, Palencia tartományban. Valle de Cerrato Soto de Cerrato, Reinoso de Cerrato, Villaviudas, Baltanás, Castrillo de Onielo, Vertavillo, Cevico de la Torre és Hontoria de Cerrato községekkel határos. Lakosainak száma 83 fő (2024).

## Népesség
A település népessége az elmúlt években az alábbi módon változott:
| Lakosok száma | 129  | 114  | 105  | 99   | 92   | 85   | 90   | 90   | 89   | 83   |
|               | 2001 | 2004 | 2007 | 2009 | 2012 | 2014 | 2017 | 2019 | 2022 | 2024 |